# Navbharat Times
Navbharat Times (NBT) — найпопулярніша щоденна гінді-мовна газета в Делі, Індаурі та Мумбаї із тиражем 300—600 тис. примірників. Вона була заснована в 1950 році та видається компанією Bennett, Coleman & Co. Ltd., найбільшою медіа-кмпанією Індії, що також видає The Times of India. Хоча газета і зберігає велике значення, з 1980-х років її популярність неухильно знижується, а критики звинувачують її у перекладі матеріалів з The Times of India та спотворенні мови.